# Лацио (футбольный клуб)
«Ла́цио» (итал. Lázio, полное название — Società Sportiva Lazio, «Спортивное общество Лацио») — итальянский профессиональный футбольный клуб из Рима, основанный в 1900 году. Выступает в Серии А — высшем итальянском футбольном дивизионе, где провёл большую часть своей истории в качестве одного из лидеров. Футболисты «Лацио» дважды были чемпионами Италии (1974 и 2000), семь раз выигрывали Кубок Италии, пять Суперкубок Италии, а также европейские трофеи Кубок обладателей кубков УЕФА и Суперкубок УЕФА по одному разу.
Первый крупный успех клуба датирован 1958 годом, когда «Лацио» выиграл Кубок Италии. В 1974 году он выиграл свой первый титул чемпиона Италии. Самым успешным периодом в истории «Лацио» считаются конец 1980-х и 90-е года, кульминацией которого стала победа в Кубке обладателей кубков и Суперкубке УЕФА в 1999 году, выигрыш Скудетто в 2000 году, несколько побед в Кубках лиги и первое в истории клуба попадание в финал Кубка УЕФА в 1998 году.
Традиционной формой «Лацио» являются небесно-голубые футболки, белые шорты и белые гетры. Домашние матчи принимает на стадионе «Олимпико» в Риме, вмещающем около 72 тысяч зрителей, на котором также выступает футбольный клуб «Рома», с которыми «Лацио» выясняет отношения начиная с 1929 года в «Римском дерби» (Derby della Capitale, Derby of the capital, «Столичное дерби»).
Также «Лацио» — это спортивный клуб, насчитывающий 48 дисциплин, что является самым большим спортивным объединением в Европе.

## История

### 1900—1927. Первый футбольный клуб в Риме
Спортивное общество «Лацио» увидело свет 9 января 1900 года, на северном берегу реки Тибр, как Societa Podistica Lazio, благодаря энтузиазму молодых людей: офицеру Луиджи Биджарелли, Джакомо Биджарелли, Одоакре Алоизи, Артуро Балестриери, Алчесте Грифони, Джулио Лефевра, Галилео Масса, Альберто Месонеса и Энрико Венье. Цвета, которые они выбрали, были белый и небесно-голубой, как на греческом флаге, в честь страны — родины Олимпийских игр.
Сначала «Лацио» культивировал только бег, но уже через год, в 1901 был нанесён первый удар по футбольному мячу, благодаря иммигранту из Франции, Бруно Сегеттини. С этого момента, как только были найдены соперники, (первым был «Виртус», против которого 16 мая 1902 года небесно-голубые провели свой первый матч, выиграв 3:0) игры стали регулярными, и футбольная команда «Лацио» стала главной командой в городе.
В 1907, в ходе межрегионального чемпионата, «Лацио» обыграл три команды — «Лукку», «Пизу» и «Ливорно» — в один день, и таким образом завоевал трофей.
Будучи сильнейшим клубом в городе и выигрывая Roman 3rd Division Championships в 1910, 1911 и 1912, «Лацио» выигрывает свою региональную группу, а затем и полуфинал Национального чемпионата, в битве с организованными командами Севера. В Национальном финале, сыгранном 1 июня 1913, «Лацио» проиграл 0-6 «Про Верчелли».
Ещё одну попытку «Лацио» предпринял в следующем году, вновь достигнув Национального финала (1914). На этот раз оппонентами были игроки «Казале», но результат оказался почти таким же: поражения 1-7 и 0-2 в двухраундовом поединке.
После Первой мировой войны «Лацио» утратил лидерство в Риме и юго-центральном районе страны; в 1920, 1921 и 1922 «Ливорно», «Пиза» и «Фортитудо» играли в Национальном финале (неизбежно проигрывая северным супер-клубам). В 1923 «Лацио» играл в Национальном финале номер три. «Бьянкочелести» играли против «Дженоа» и, хотя снова уступили (1-4 и 0-2), разница в классе заметно сократилась. В 1925 игрок «Лацио» Фульвио Бернардини стал первым игроком не с Севера, сыгравшим за сборную (22 марта 1925, Италия-Франция 7-0).
После прихода к власти в Италии фашистов римский делегат правительства Итало Фоски выступил с предложением создать в столице конкурентоспособный коллектив, способный разрушить гегемонию клубов с Севера, и предложил объединить многочисленные римские команды в одну. Так в 1927 году появилась на свет «Рома». «Лацио» избежал слияния благодаря усилиям вице-президента клуба генерала Джорджо Ваккаро, сумевшего заблокировать попытку объединения.
Назревало создание Национального чемпионата. Лига 1929 года была последней, разделённой на две группы. «Лацио» финишировал вровень с «Наполи» в группе Б, и ему предстояло провести стыковой матч за право выступать в первом розыгрыше Серии А. Матч закончился вничью, но переигровки не потребовалось, так как Итальянская Федерация решила принять оба клуба в Серию А, благодаря зачислению «Триестины» (девятой в Группе А) за её былые заслуги.

### 1930—1940. Близость Скудетто в годы Пиолы
Первые годы в Серии А для «Лацио» — это годы становления. Едва не вылетев в первом же сезоне, команда обосновалась в середине таблицы, ни разу за тот период не опустившись ниже 8-го места (1930—1931).
Следующий президент, амбициозный Эудженио Гвальди, захотел вывести клуб на новый уровень, и летом 1934 подписал Сильвио Пиолу из «Про Верчелли». «Лацио» (благодаря также приобретению Левратто, Виани и Бласона), начал прибавлять (5-е в 1934—1935), и проиграл «Болонье» в 1936—1937, финишировав вторым. Только короткая скамейка запасных, не позволившая достойно заменить травмированных Виани, Бузани и Кошту, помешала завоевать «небесно-голубым» скудетто.
После пары сезонов пребывания в середине турнирной таблицы (в ходе которых была одержана первая победа над «Ромой», на их стадионе «Тестаццио», голы на счету Дзаккони и Бузани), Гвальди передал бразды правления Ремо Дзеноби, который попал в трудное финансовое положение. Тем не менее, после бразильцев в команде наступило время аргентинцев. Фламини стал одним из наиболее любимых фанатами игроков за все времена. И завершил декаду «Лацио» четвёртым местом (1939/1940).

### 1941—1950. После Второй мировой, «Лацио» Папы Дзеноби
После сезона, когда «Лацио» избежал вылета только благодаря лучшей разнице мячей (1940—1941), команда смогла подняться уже на следующий год (5-е место); по ходу того сезона молодой Пуччинелли начал свою карьеру — он станет потом на долгие годы игроком, проведшим наибольшее количество игр за клуб. Вскоре наступили тяжёлые времена (1942—1943 — последний сезон до перерыва, связанного со Второй мировой войной).
В сезоне 1945/46 соревнования возобновились в Южно-центральной группе; «Лацио», обладая новым, уже без Пиолы, составом, не показывал хорошей игры. После объединения чемпионата команда затерялась в середине турнирной таблицы. В сезоне 1948/49 Ремо Дзеноби вновь возглавил клуб, после перерыва перед Второй мировой. Это было начало новой блестящей команды. Под руководством Спероне «Лацио» занял четвёртое место. Лидерами той команды были братья Сентименти, Фламини, Пуччинелли и Хофлинг. По окончании сезона Фуриасси, Сентименти IV и Ремодини были вызваны в национальную сборную для участия в Кубке мира в Бразилии.

### 1951—1960. Дважды третьи в лиге и победа в Кубке
С Дзеноби в роли президента, «Лацио» добился следующего: 4-е место в сезоне 1950/51 (в конце этого года «Рома» стала первым римским клубом, вылетевшим в Серию Б), вновь 4-е место в сезоне 1951/52.
В 1953, вскоре после отставки, Дзеноби скончался, и у «Лацио» начались тяжёлые времена: 10-е место в сезоне 1952/53, 11-е место в сезоне 1953/54 (сезон омрачён первым за 7 лет поражением в дерби), 12-е место в сезоне 1954/55, несмотря на покупку двух классных, но возрастных игроков, Карло Паролы и Йона Хансена.
Тессароло стал новым президентом; он приобрёл нескольких игроков, среди которых Селмоссон, Муччинелли и Ловати. «Лацио» также нашёл нового тренера, англичанина Карвера, который, сменив Ферреро, привёл «Лацио» на 3-е место — лучший результат с 1937 года. В следующем сезоне (1956/57) команда снова занимает 3-е место, а также приобретает талантливого бразильского плеймейкера Тоцци.
В клубе произошли глобальные перемены: Тессароло уволился, и его сменил Силиато. Карвер покинул клуб, и «Лацио» покатился по наклонной (1957/58), избежав вылета только в последней игре. Селмоссона продали в «Рому» и команда осталась (1958/59) в подвале турнирной таблицы. Но «Лацио» компенсировал неудачи в чемпионате победой в Кубке Италии (1958), обыграв в финале «Фиорентину» 1-0. Просчёты руководства продолжились, и десятилетие закончилось (1959/60) для «Лацио» пребыванием в нижней таблице Серии А.

### 1961—1970. Тёмные годы, Серия Б и обратно
Клуб пребывал в беспорядке; Силиато ушёл, Тессароло вернулся, бессильный против финансовых проблем. Итальянская Лига назначила аудитора, М-ра Джованнини. От этого решения команда очень пострадала, и даже возвращение Карвера не спасло «Лацио» от первого вылета в Серию B (1960/61).
Первый сезон клуба в Серии B (1961/62) был вершиной несчастий «Лацио»: в матче против «Наполи» судья не засчитал гол Сегедони. Мяч оказался в воротах, но из-за прорехи в сетке вылетел оттуда. Игра закончилась со счётом 0-0, и «Наполи» отправился в Серию А, обогнав «Лацио» всего лишь на очко. Повышение в классе произошло в следующем сезоне, благодаря аргентинскому наставнику Хуану Карлосу Лоренцо. Но трудные времена продолжились, пока в сезоне 1966/67 «Лацио» вновь не вылетел, проиграв в последнем туре «Ювентусу».
Вторая половина 60-х началась с назначения Умберто Ленцини президентом. Он станет великим президентом, приведя «Лацио» к первому Скудетто. Несмотря на усилия Ленцини, «Лацио» оставался в сезонах 1967/68 и 1968/69 в Серии B, когда, благодаря таланту Ферруччо Маццолы и возвращению на тренерский пост Лоренцо, «Лацио» завоевал путёвку в Серию А.
Никто тогда ещё не знал, но путь «Лацио» к скудетто уже начался. Были подписаны три молодых перспективных игрока, форвард — Киналья, полузащитник — Нанни и Вильсон в роли последнего защитника. «Лацио» финишировал 8-м (1969/70), получив право на участие в Кубке ярмарок.

### 1971—1980. Первое скудетто
Семидесятые начались с очередного провала: ссоры между Ленцини и Лоренцо привели к вылету (1970/71) из высшей лиги. Это было время перестройки — новый тренер Томмазо Маэстрелли пришёл из «Фоджи», и фундамент одного из самых больших сюрпризов семидесятых был заложен: выход в Серию А (1971/72) и ряд удачных приобретений (продажа Массы позволила купить Пуличи, Ре Чеккони, Гарлашелли и Фрусталупи) позволили создать настоящую «Dream Team», которая упустила скудетто лишь в последнем туре в Неаполе.
Но в следующем году скудетто уже никуда не делось: в сезоне 1973/74 «небесно-голубые» завоевали свой первый титул, лидировав весь чемпионат. Золотой состав того сезона: Пуличи, Петрелли, Мартини, Вильсон, Одди, Нанни, Гарлашелли, Ре Чеккони, Киналья, Фрусталупи, Д’Амико.
Следующий сезон (1974/75) «Лацио» закончил 4-м, но несчастья были уже не за горами. Маэстрелли заболел, и его сменил Корсини. Команду залихорадило — Киналья сбежал в США, и Маэстрелли вынужден был вернуться, чтобы спасти команду от вылета (1975/76). Единственная хорошая новость — дебют двух молодых звёзд, Джордано и Манфредония.
Сезон 1976/77 самый печальный в истории клуба — смерть Маэстрелли после продолжительной борьбы с раком, и нелепая гибель Ре Чеккони, убитого другом ювелира в ходе обычного розыгрыша. Тем не менее команда не развалилась, и под руководством сначала Виничио, а затем Ловати «Лацио» занимал места в середине таблицы (5-е в сезоне 1976/77, 11-е в сезоне 1977/78 и 8-е в сезоне 1978/79). В это время окончательно признали бомбардирский талант Джордано.
В конце десятилетия «Лацио» оказался в самом центре бушующего моря скандалов: история с договорными матчами отправила римлян в Серию B; игроки (Вильсон, Джордано, Манфредония и Каччьятори) были арестованы и дисквалифицированы. Несмотря на удачный исход борьбы за выживание, благодаря игре Д’Амико, поведшего за собой молодую команду, вердикт федерации был неотвратим: вылет в Серию B.

### 1981—1990. Скандалы и несчастья, приход Фашетти
«Лацио» начал это десятилетие в Серии B. Лидеры команды были дисквалифицированы, и тренер Иларио Кастаньер не смог вывести команду наверх в сезоне 1980/81 (Кьоди не забил решающий пенальти на 90-й минуте матча за два тура до финиша), на следующий год команда едва не вылетела в Серию С (1981/82), и наконец поднялась в Серию A в сезоне 1982/83, не в последнюю очередь благодаря триумфу Италии на Кубке мира 1982 и последующей амнистии Джордано и Манфредонии.
Возвращение «Лацио» в Серию A было коротким и неудачным: только два сезона (1983/84 и 1984/85), и унизительный вылет в Серию B. Ни одной гостевой победы за два года.
После вылета Джорджио Киналья покинул пост президента, который он занял за два года до этого, оставив команду даже в худшем положении, чем оно было когда он пришёл. Но это был не конец. В сезоне 1985/86 разгорелся новый скандал, и «Лацио» (на этот раз из-за игрока Винаццани) вновь оказался втянут в неприятную историю. Команду отправили сначала в Серию С, но затем это наказание было заменено на 9-очковый штраф в начале следующего сезона.
Была создана так называемая «команда −9», появились Фашетти (тренер) и Каллери (президент). Задача остаться в Серии B казалась сложной, но по ходу сезона она едва не превратилась в невыполнимую. Гол Фиорини в последнем матче против «Виченцы» позволил команде попасть в переходный турнир, где гол Поли в ворота Кампобассо позволил избежать чудовищного позора. На следующий год (1987/88) «Лацио», наконец, «проснулся» и завоевал столь долгожданное повышение в классе.
Для президента Каллери конец десятилетия означал скорее финансовую перестройку, чем создание хорошей команды: «Лацио», оставаясь в середине таблицы (1988/89 и 1989/90), иногда радовал маленькими успехами (победа в дерби в сезоне 1988/89, гол на счету Ди Канио, и разгром «Наполи» 3-0, с Марадоной в составе, в чемпионате 1989/90) и новыми именами, такими как Паоло Ди Канио и уругваец Рубен Соса. На должность тренера «орлов» был приглашён легендарный Дино Дзофф.

### 1990—2000. Президентство Серджо Краньотти
Дела пошли в гору. Новым президентом клуба стал богатейший Серджо Краньотти, владелец концерна «Cirio». Краньотти решил не тратить времени попусту и сразу заявил о своих амбициях, подписав Фавалли, Фузера, Синьори, Краверо и знаменитого Пола Гаскойна. В сезоне 1992/93 «Лацио» занял пятое место, в следующем году — третье, а Пеппе Синьори дважды подряд становился лучшим бомбардиром Серии А. В межсезонье команду пополняют такие классные футболисты, как Бокшич, Казираги и Маркеджани.
В 1994 году команду возглавляет Зденек Земан, с которым «лациале» сходу берут серебро, а на следующий год — бронзу. Синьори вновь становится лучшим снайпером, но, абсолютно неожиданно для болельщиков «лациале», руководство клуба решает продать его в «Парму». Болельщики несколько дней осаждали клубный офис и протестовали против ухода своего любимчика. Краньотти пообещал, что на деньги, вырученные от продажи Синьори, «Лацио» усилится и выиграет скудетто, на что болельщики ответили: «Без Синьори нам скудетто не нужен».
Вслед за этой неожиданностью — ещё одна. Руководство «Лацио» увольняет тренера, который дважды подряд привёл команду к медалям Серии А. Вакантное место занимает швед Свен-Ёран Эрикссон. Новый тренер доукомплектовывает команду молодым Кристианом Вьери, чилийцем Марсело Саласом, малоизвестным на тот момент чехом Павелом Недведом, аргентинцем Матиасом Альмейдой и легендой «Сампдории» итальянцем Роберто Манчини.
В 1998 году «лациале» в обновлённом составе доходят до финала Кубка УЕФА, однако уступают там миланскому «Интернационале». Без трофеев, правда, римляне не остались — Эрикссон утешил болельщиков Кубком Италии, что позволило «бьянкочелести» принять участие в розыгрыше Кубка кубков в следующем сезоне.
«Лацио» уверенно доходит до финала Кубка кубков и попадает на испанскую «Мальорку». Игра складывалась непросто: благодаря голу Вьери на седьмой минуте «Лацио» вышел вперёд, однако уже через несколько минут испанцы отыгрались. Было очевидно, что по игре доминирует «Мальорка», однако прекрасная оборона «лациале» играла без сбоев. Судьбу матча решил штрафной удар — Павел Недвед на 81-й минуте посылает мяч в сетку и приносит своему клубу долгожданный еврокубок.

### 2000—2004. Второе скудетто и банкротство Cirio
В 2000 году, в год столетия клуба, перед командой была поставлена задача наконец-то выиграть чемпионат Италии. Начался юбилейный сезон с победы над «Манчестер Юнайтед» в Суперкубке Европы, а затем начался острейший и интереснейший сезон в Серии А. С самого старта в чемпионскую гонку включились сразу пять команд — «Ювентус», «Милан», «Лацио», «Интер» и «Парма». Турнирную таблицу возглавляли то одни, то другие, и на счету было каждое очко. За восемь туров до окончания сезона «Ювентус» оторвался на 10 очков от своего ближайшего преследователя «Лацио», и казалось, что «бьянконери» недосягаемы. Тем не менее, римляне выцарапывали победы в каждом матче и к последнему туру сократили отставание от лидера до двух очков, но этого было мало — в последнем туре «Ювентусу» предстояло сыграть с середнячком Серии А «Перуджей», и мало кто сомневался, что Скудетто достанется «Старой Синьоре». «Лацио» же предстоял домашний поединок против «Реджины».
Матч в Риме закончился на час раньше, чем матч с участием «Ювентуса». Римляне разгромили соперника со счётом 3:0 и как никогда в жизни болели за «Перуджу», для которой этот матч, на самом-то деле, не значил абсолютно ничего. Первый тайм прошёл за полным преимуществом «Ювентуса», однако открыть счёт никому не удавалось. Ничья не устраивала Лацио, но на 50-й минуте центральный защитник «Перуджи» Алессандро Калори поразил ворота Эдвина ван дер Сара. Времени, казалось бы, оставалось достаточно, и «Ювентус» всеми силами устремился в атаку. «Бьянконери» осадили штрафную площадку соперника, но вскрыть оборону так и не сумели. Во второй раз в истории скудетто досталось римскому «Лацио». В довершение юбилея «Лацио» выиграл ещё и Кубок Италии, сделав золотой дубль.
Ту команду болельщики «Лацио» до сих пор вспоминают с большой ностальгией. Два великолепных голкипера Анджело Перуцци и Лука Маркеджани, доморощенный бриллиант Алессандро Неста, мощный Яп Стам и мастер штрафных ударов Синиша Михайлович в защите, пара аргентинских форвардов Эрнан Креспо и Клаудио Лопес, непобедимая полузащита Манчини — Недвед — Верон — Поборский — Симеоне.
Тогда, на волне успеха, болельщики «Лацио» стали мечтать о том, что клуб войдёт в элиту мирового футбола, выиграет ещё несколько скудетто и, быть может, Лигу чемпионов.
Но история распорядилась иначе. В 2001 году заклятый враг в лице «Ромы» завоевал следующее скудетто («орлы» тогда заняли 3-е место), а уже в 2002 году «Лацио» с трудом завоёвывает 6-ю строчку, отстав от ставшего чемпионом «Ювентуса» на 18 очков. В том же году концерн Cirio, который «кормил» команду на протяжении десятка лет, был объявлен банкротом, и пост президента клуба занял Уго Лонго. В «Лацио» объявляется распродажа, и в течение трёх лет команду покидают практически все лидеры: сначала Павел Недвед и Марсело Салас уходят в «Ювентус», Фабрицио Раванелли перебирается в «Дерби Каунти», а Хуан Себастьян Верон — в «Манчестер Юнайтед», Алессандро Неста и Яп Стам — уезжают в «Милан», Эрнан Креспо, Синиша Михайлович и Деян Станкович — в «Интер», Карел Поборский — в «Спарту», Лука Маркеджани — в «Кьево», а Диего Симеоне — в мадридский «Атлетико». На фоне финансового бедствия продолжается тренерская чехарда — сначала вместо Дино Дзоффа, сменившего в середине сезона сезона 2000/01 Эрикссона, появляется Альберто Дзаккерони, которого затем меняет Роберто Манчини.

### С 2004 года. Приход Клаудио Лотито
От банкротства и исчезновения команду спас Клаудио Лотито, ставший президентом «Лацио» в 2004 году.
В целях покрытия многомиллионных долгов, доставшихся в наследство от предыдущего руководства, римляне были вынуждены перейти в режим жёсткой экономии. Последними из больших звёзд «Лацио» покинули Стефано Фьоре и Бернардо Корради, перешедшие в «Валенсию», Яп Стам, отправившийся в «Милан», Гаиска Мендьета, вернувшийся в «Мидлсбро», и Синиша Михайлович, присоединившийся к Деяну Станковичу в «Интере». Им на смену пришли Горан Пандев, Томмазо Рокки и Себастьяно Сивилья, после длительного вояжа на Туманный Альбион вернулся в родной клуб Паоло Ди Канио, а из молодёжной команды в первую был переведён талантливый Лоренцо Де Сильвестри.
Первый сезон после краха Cirio «Лацио» начал под руководством Доменико Казо, но после провального старта (17 очков в 16 матчах и вылет из Кубка УЕФА) управление командой было поручено бывшему игроку «бьянкочелести» и экс-тренеру «Сиены» Джузеппе Пападопуло, который сумел вывести «Лацио» из зоны вылета на 10 место.
По истечении срока 6-месячного контракта руководство римлян решило не продлевать соглашение с Пападопуло, и в команду был приглашён Делио Росси. На трансферном рынке «Лацио» сосредоточился на поиске не самых известных, но добротных игроков. Так в команде оказались Валон Бехрами, Марко Баллотта и Игли Таре, в аренду у «Удинезе» был взят Стефано Маури. В первом же сезоне под руководством Росси «Лацио» занял 6 место и получил право на участие в Кубке УЕФА, однако в Италии разразился скандал Кальчополи, в котором помимо «Лацио» оказались замешаны «Ювентус», «Милан», «Фиорентина», «Реджина» и ряд других клубов. С римлян сняли 30 очков, а также отобрали право участвовать в розыгрыше Кубка УЕФА 2006/07.
В межсезонье команду пополнили Кристиан Ледесма, Эмилсон Крибари и ряд других футболистов, также были выкуплены права на Стефано Маури. Из основных игроков покинули «Лацио» Массимо Оддо и Сезар Родригес, а Паоло Ди Канио ушёл доигрывать в римский «Атлетико». Из-за штрафных санкций итальянской Лиги следующий сезон в Серии А «Лацио» начал со штрафом в 9 очков, но несмотря на этот дефицит «лациале» заняли третье место и пробились в Лигу чемпионов 2007/08.
Перед сезоном 2007/08 руководство клуба сделало упор на усиление защитной линии, а также несколько омолодило состав — в команде появились уругвайский голкипер Фернандо Муслера, румынский защитник Штефан Раду и серб Александар Коларов. Однако сезон сложился для римлян плохо — команда заняла последнее место в групповом этапе Лиги чемпионов, весь год находилась в нижней части турнирной таблицы, а болельщики регулярно устраивали протесты. По окончании сезона команду покинули Валон Бехрами и Марко Баллотта. Завершил карьеру игрока и занял должность спортивного директора клуба албанец Игли Таре. Несмотря на то, что летом в команде появились молодое дарование Мауро Сарате, швейцарский защитник Штефан Лихтштайнер и опытный полузащитник Кристиан Брокки, из гранда клуб снова начал превращаться в итальянского середняка, что, тем не менее это не помешало команде выиграть Кубок Италии в сезоне 2008/09. Однако за неудовлетворительные результаты в чемпионате (10 место) Делио Росси был отправлен в отставку.
Летом 2009 года команду пополнил бразильский полузащитник Матузалем, покинул Рим Лоренцо де Сильвестри. На смену Росси был приглашён другой итальянский специалист Давиде Баллардини, и в первом же официальном матче сезона 2009/10 за Суперкубок Италии «Лацио» под руководством нового тренера уверенно обыграл «Интер». Тем не менее, начавшиеся внутри команды скандалы привели к бегству в «Интер» Горана Пандева (на смену македонцу был приглашён Серджо Флоккари), а последующие результаты, а именно 13 очков в 15 стартовых матчах чемпионата и вылет из Лиги Европы, вызвали негодование болельщиков. Таким образом, уже в феврале 2010 года после очередной серии поражений Баллардини был уволен.
Находившуюся на 18 месте турнирной таблицы команду принял Эдоардо Рея. Зимой защитная линия была усилена парой центральных защитников Джузеппе Бьявой и Андре Диасом, и по итогам сезона опытному алленаторе удалось вывести «Лацио» из зоны вылета, заняв приемлемое, с учётом крайне неудачного старта, 12 место.
В летнее трансферное окно благодаря удачному переходу Коларова в «Манчестер Сити» состав был усилен полузащитниками Альваро Гонсалесом и Эрнанесом, который стал вторым из самых дорогих приобретений Клаудио Лотито после Мауро Сарате (20,2 и 13,5 млн евро соответственно). Сезон начался для «бьянкочелести» успешно — команда установила новый внутренний рекорд, набрав наибольшее количество очков в стартовых матчах за всю историю клуба. По окончании чемпионата «Лацио» расположился на комфортном 5 месте, а Рея продлил контракт с римлянами ещё на год.
Сделанная руководством клуба ставка на поиск и «раскрутку» молодых футболистов продолжила приносить свои плоды — крайне выгодные переходы Штефана Лихтштайнера в «Ювентус» и Фернандо Муслеры в «Галатасарай» позволили «Лацио» подписать сразу ряд новых игроков: Лорика Цану, Джибриля Сиссе и Сенада Лулича, на смену Муслере был взят Федерико Маркетти, а Лихтштайнера был призван заменить Абдулай Конко. Но главным успехом Игли Таре стал переход из «Баварии» на правах свободного агента опытного немецкого форварда Мирослава Клозе. После неожиданно неприятного начала сезона 2011/12, когда «Лацио» в первых двух встречах набрал всего одно очко, Рея подал в отставку, но она была отклонена. В зимнее трансферное окно Джибриль Сиссе, проигравший конкуренцию Мирославу Клозе, покинул команду, на правах аренды из «Удинезе» в стан «бьянкочелести» перешёл Антонио Кандрева. Несмотря на то, что в итоге «лациале» оказались на одну строчку выше, чем в предыдущем сезоне, уступив «зебрам» лишь 2 очка в борьбе за право участвовать в Лиге чемпионов, Рея принял решение покинуть «Лацио».
2 июня 2012 года главным тренером команды стал боснийский специалист Владимир Петкович. Изначально вызывавший скепсис как у специалистов, так и у болельщиков, босниец сумел быстро наладить командную игру и при этом давать нужный результат. Несмотря на не самое внушительное усиление состава (в команду пришли защитник Микаэль Сиани и полузащитник Эдерсон, а из молодёжного сектора был привлечён Оджени Онази), под руководством Петковича «бьянкочелести» добрались до 1/4 финала Лиги Европы, уступив по сумме двух матчей турецкому «Фенербахче» и, хотя заняли только 7 место в Серии A, в целом сезон можно было считать удачным. По-настоящему серьёзным успехом стала победа над заклятым врагом — «Ромой» — в напряжённейшем матче за Кубок Италии 2012/2013 (1:0). Также этот сезон стал последним в небесно-голубой футболке для многолетнего капитана римлян Томмазо Рокки — после восьми с половиной сезонов в «Лацио» нападающий перебрался в «Интер».
Следующий сезон болельщики встречали с оптимизмом — наконец-то полностью были выкуплены права на Антонио Кандреву, из «Андерлехта» прибыл полузащитник Лукас Билья, линия атаки усилилась талантливым воспитанником «Сантоса» Фелипе Андерсоном, а на роль второго голкипера был взят вратарь сборной Албании Этрит Бериша, к тому же прояснилась ситуация с Мауро Сарате — по решению суда не сумевший найти себя в Риме нападающий разорвал контракт с «Лацио». Однако повторить прошлогодний успех Петковичу не удалось. Несмотря на то, что команде удалось выйти в плей-офф Лиги Европы, во внутреннем первенстве «лациале» играли крайне неубедительно, и после первой половины чемпионата «Лацио» располагался в середине турнирной таблицы. В начале января 2014 года Петкович был отправлен в отставку, а масла в огонь конфликта руководства клуба и тренера подлил тот факт, что ещё в декабре, за несколько недель до своего увольнения, босниец заключил контракт со сборной Швейцарии, согласно которому он должен был принять «нати» летом, после чемпионата мира.
Спасать «Лацио» вновь был призван Эдоардо Рея. Итальянец, как и в 2010 году, сумел остановить регресс команды, и римляне даже включились в борьбу за право участвовать в еврокубках, однако серьёзно выправить ситуацию Рее на этот раз не удалось. Зимой ради «Интера» «бьянкочелести» покинул ставший лидером команды Эрнанес, а переставший получать достаточно игрового времени Серджо Флоккари перешёл в «Сассуоло». По итогам сезона «Лацио» вылетел из Лиги Европы, в 1/16 финала не сумев пройти болгарский «Лудогорец», в четвертьфинале Кубка Италии был проигрыш «Наполи», а в Серии A команда заняла лишь 9 место. По окончании сезона тренер и клуб решили не продлевать полугодовой контракт.
В июне 2014 года «Лацио» возглавил итальянский специалист Стефано Пиоли, до этого работавший в «Болонье». Перед новым тренером была поставлена задача вернуть «Лацио» в еврокубки, и лето 2014 года стало, пожалуй, самым мощным в плане приобретений за весь срок президентства Клаудио Лотито. В команде появились лидер «Пармы» Марко Пароло и открытие чемпионата мира Стефан де Врей, у «Удинезе» был арендован вингер Душан Баста, а из «Сан-Лоренцо» был привезён клубный чемпион Южной Америки Сантьяго Джентилетти, также на правах свободных агентов команду пополнили капитан «Нанта» Филип Джорджевич и экс-защитник сборной Нидерландов Эдсон Брафхейд. Кроме всего прочего, как и год назад, руководству удалось сохранить всех своих лидеров, а покинули команду лишь ветераны Диас и Бьява.
Начав сезон не самым лучшим образом, к середине чемпионата команда набрала очень хороший ход. По-новому раскрылись прошлогодние приобретения Лукас Билья и Фелипе Андерсон, после годичного вояжа в «Кротоне» всё чаще стал выходить на поле воспитанник «бьянкочелести» Данило Катальди. В период с февраля по апрель «Лацио» одержал 8 побед подряд, взобравшись на вторую строчку турнирной таблицы. Лишь череда травм лидеров, сверхсложный календарь в концовке сезона и проигрыш в дерби за один тур до финиша не позволили римлянам занять второе место. Однако в последнем туре, обыграв в драматичном гостевом матче «Наполи» (2:4), «бьянкочелести» сохранили за собой третью позицию в Серии А, пробившись в розыгрыш Лиги чемпионов 2015/2016. Также под руководством Пиоли команда дошла до финала Кубка Италии, где в упорной борьбе в дополнительное время уступила «Ювентусу» (1:2).

## Рекорды

### Рекордсмены по количеству игр
|    | Игрок                   | Период               | Матчи |
| -- | ----------------------- | -------------------- | ----- |
| 1  | Штефан Раду             | 2008—2023            | 427   |
| 2  | Джузеппе Фавалли        | 1992—2004            | 401   |
| 3  | Джузеппе Уилсон         | 1969—1977, 1978—1980 | 393   |
| 4  | Паоло Негро             | 1993—2005            | 378   |
| 5  | Сенад Лулич             | 2011—2021            | 371   |
| 6  | Сергей Милинкович-Савич | 2015—2023            | 341   |
| 7  | Чиро Иммобиле           | 2016—2024            | 340   |
| 8  | Лука Маркеджани         | 1993—2003            | 339   |
| 9  | Винченцо Д’Амико        | 1971—1980, 1981—1986 | 333   |
| 10 | Фелипе Андерсон         | 2013—2018, 2021—2024 | 326   |

### Рекордсмены по количеству голов
|      | Игрок                   | Период               | Голы |
| ---- | ----------------------- | -------------------- | ---- |
| 1    | Чиро Иммобиле           | 2016—2024            | 207  |
| 2    | Сильвио Пиола           | 1934—1943            | 145  |
| 3    | Джузеппе Синьори        | 1992—1998            | 126  |
| 4    | Джорджо Киналья         | 1969—1976            | 121  |
| 5    | Бруно Джордано          | 1975—1985            | 111  |
| 6    | Томмазо Рокки           | 2004—2013            | 105  |
| 7    | Альдо Пуччинелли        | 1940—1943, 1945—1955 | 76   |
| 8    | Сергей Милинкович-Савич | 2015—2023            | 69   |
| 9—10 | Ренцо Гарласкелли       | 1972—1982            | 67   |
| 9—10 | Фульвио Бернардини      | 1919—1926            | 67   |

## Текущий состав
| 94 | Флаг Италии     | Вр  | Иван Проведель     | 1994 |  |  |  |  |  |
| 55 | Флаг Италии     | Вр  | Алессио Фурланетто | 2002 |  |  |  |  |  |
| 35 | Флаг Греции     | Вр  | Христос Мандас     | 2001 |  |  |  |  |  |
|    |                 |     |                    |      |  |  |  |  |  |
| 2  | Флаг Франции    | Защ | Самюэль Жиго       | 1993 |  |  |  |  |  |
| 3  | Флаг Италии     | Защ | Лука Пеллегрини    | 1999 |  |  |  |  |  |
| 4  | Флаг Испании    | Защ | Патрисио Габаррон  | 1993 |  |  |  |  |  |
| 13 | Флаг Италии     | Защ | Алессио Романьоли  | 1995 |  |  |  |  |  |
| 23 | Флаг Албании    | Защ | Эльсеид Хюсай      | 1994 |  |  |  |  |  |
| 30 | Флаг Португалии | Защ | Нуну Тавариш       | 2000 |  |  |  |  |  |
| 34 | Флаг Испании    | Защ | Марио Хила         | 2000 |  |  |  |  |  |
| 77 | Флаг Черногории | Защ | Адам Марушич       | 1992 |  |  |  |  |  |
|    |                 |     |                    |      |  |  |  |  |  |
| 5  | Флаг Уругвая    | ПЗ  | Матиас Весино      | 1991 |  |  |  |  |  |
| 6  | Флаг Италии     | ПЗ  | Николо Ровелла     | 2001 |  |  |  |  |  |
| 7  | Флаг Нигерии    | ПЗ  | Фисайо Деле-Баширу | 2001 |  |  |  |  |  |

| 8  | Флаг Франции     | ПЗ  | Маттео Гендузи             | 1999 |  |  |  |  |  |
| 10 | Флаг Италии      | ПЗ  | Маттиа Дзакканьи (капитан) | 1995 |  |  |  |  |  |
| 22 | Флаг Италии      | ПЗ  | Гаэтано Кастровилли        | 1997 |  |  |  |  |  |
| 26 | Флаг Хорватии    | ПЗ  | Тома Башич                 | 1996 |  |  |  |  |  |
| 27 | Флаг Германии    | ПЗ  | Арийон Ибрагимович         | 2005 |  |  |  |  |  |
| 28 | Флаг Италии      | ПЗ  | Андре Андерсон             | 1999 |  |  |  |  |  |
| 29 | Флаг Италии      | ПЗ  | Мануэль Ладзари            | 1993 |  |  |  |  |  |
|    |                  |     |                            |      |  |  |  |  |  |
| 9  | Флаг Испании     | Нап | Педро                      | 1987 |  |  |  |  |  |
| 11 | Флаг Аргентины   | Нап | Валентин Кастельянос       | 1998 |  |  |  |  |  |
| 14 | Флаг Нидерландов | ПЗ  | Тиджани Нослин             | 1999 |  |  |  |  |  |
| 18 | Флаг Дании       | Нап | Густав Исаксен             | 2001 |  |  |  |  |  |
| 19 | Флаг Сенегала    | Нап | Булайе Диа                 | 1996 |  |  |  |  |  |
| 20 | Флаг Франции     | Нап | Лум Чауна                  | 2003 |  |  |  |  |  |

## Количество сезонов по дивизионам
| Дивизион | Количество сезонов | Дебют   | Последний сезон |
| -------- | ------------------ | ------- | --------------- |
| A        | 92                 | 1912/13 | 2024/25         |
| B        | 12                 | 1926/27 | 1987/88         |

## Достижения

### Национальные
- Чемпионат Италии (Серия A)
  - Чемпион (2): 1973/74, 1999/2000
  - Вице-чемпион (4): 1936/37, 1994/95, 1998/99, 2022/23
- Кубок Италии
  - Обладатель (7): 1958, 1998, 2000, 2004, 2009, 2013, 2019
  - Финалист (3): 1961, 2015, 2017
- Суперкубок Италии
  - Обладатель (5): 1998, 2000, 2009, 2017, 2019
- Чемпионат Италии (Серия Б):
  - Чемпион: 1968/69
  - Вице-чемпион: 1982/83

### Международные
- Кубок обладателей кубков УЕФА
  - Обладатель: 1999
- Кубок УЕФА
  - Финалист: 1998
- Суперкубок УЕФА
  - Обладатель: 1999
- Кубок Альп
  - Обладатель: 1971

### Молодёжная команда
- Молодёжный чемпионат Италии
  - Чемпион (5): 1975/76, 1986/87, 1994/95, 2000/01, 2012/13
- Молодёжный Кубок Италии
  - Обладатель (2): 1978/79, 2013/14

## Футболисты «Лацио» — чемпионы мира
- Мирослав Клозе (Бразилия 2014)
- Массимо Оддо (Германия 2006)
- Анджело Перуцци (Германия 2006)
- Сильвио Пиола (Франция 1938)
- Анфилоджино Гуаризи (Италия 1934)

## Болельщики
Исторически ультрас «Лацио» считаются приверженцами ультраправых взглядов; на этой почве их соратниками являются ультрас: «Интернационале», «Варезе», «Верона», «Кьети», «Триестина». Друзья из других стран, это ультрас: «Висла» Краков («Wisla Sharks»), «Динамо» Берлин, «Левски» София, «Локомотив» Лейпциг, «Реал Мадрид», «Челси». Так же ультрас: «Пари Сен-Жермен», «Порту», «Эспаньол»[значимость факта?]. Врагами считаются ультрас клубов: «Рома» (Римское дерби), «Наполи», «Ливорно», «Милан», «Ювентус», «Фиорентина», «Дженоа», «Аталанта», «Брешиа», «Катандзаро», «Перуджа», «Пескара», «Самбенедеттезе», «Таранто», «Тернана», «Фоджа». Врагами из других стран считаются ультрас клубов: «Арсенал (Лондон)», «Атлетико Мадрид», «Олимпик Марсель».

## Экономика
В 1998 году, в период президентства Серджо Краньотти, «Лацио» стал акционерным обществом: «Лацио» был первым итальянским клубом с таким статусом. В настоящее время акции «Лацио» распределены между Клаудио Лотито, который владеет 66,692 %, и другими акционерами, владеющими оставшимися 33,308 %. Наряду с «Ювентусом» и «Ромой» «Лацио» является одним из всего лишь трёх итальянских клубов, представленных на Итальянской фондовой бирже. В отличие от двух других итальянских клубов на бирже есть только один крупный акционер «Лацио». Согласно рейтингу «Deloitte Football Money League» в сезоне 2012/13 «Лацио» был 28-м клубом в мире по уровню заработков (106,2 млн. €).
«Лацио» был одним из немногих клубов, независимых от финансовой поддержки акционера, общий доход в последние сезоны составил: 2005/06 — € 16790826; 2006/07 — € 99693224 (благодаря непредвиденным доходам от создания «S.S. Lazio Marketing & Communication spa»); 2007/08 — € 6263202; 2008/09 — € 1336576; 2009/10 — € 300989; 2010/11 — € 670862; 2011/12 — € 580492.